# マーガレット・サッチャー財団
一般財団法人マーガレット・サッチャー財団（英：The Margaret Thatcher Japan Foundation）は、日英両国の友好促進を目指して設立された一般財団法人。政治的中立性を堅持し、学術、人的交流、人材育成を通した友好推進を目的としている。

## 沿革
- 2012年3月 - 寬仁親王は、原不二子（本財団顧問）などの日英関係者に宛て、人的交流および学術交流を通じて、更なる日英友好発展を期待する旨の手紙を差し出した。その期待に対して、ピーター・トンプソン（本財団評議員長）はじめ両国の関係者により、具体的な事業構想の協議が重ねられ、それが本財団設立の布石となった。
- 2012年11月 - 本財団設立構想が、マーガレット・サッチャー元英国首相の生前に、サッチャー・オフィスを通して協議された。
- 2013年7月 - サッチャー元首相が総長を務めた英国バッキンガム大学の後援を受け、サッチャー・オフィスより正式に設立承認された。日本で唯一、マーガレット・サッチャーの名前を冠することが認められた団体である。
- 2013年10月 - 一般財団法人認可。

## 主な関係者
- マーガレット・サッチャー：元英国首相、教育科学大臣、貴族院議員、女男爵、庶民院（下院）議員
- 飛澤一弘：顧問、一般財団法人マーガレット・サッチャー財団初代理事長（代表理事）
- 原不二子：顧問、株式会社ディプロマット代表取締役社長
- テレンス・キーリー：顧問、バッキンガム大学名誉学長
- 早川和己：評議員、株式会社フルーク上席顧問
- 石橋慶晴：評議員、学校法人上野学園理事長、一般社団法人日英協会専務理事
- ピーター・ウィリアムズ：顧問、大和日英基金理事長
- ジェイスン・ジェイムズ：顧問、大和日英基金事務局長、元日本ブリティッシュ・カウンシル駐日代表（駐日英国大使館文化参事官）
- リチャード・ラングホーン：顧問、元ケンブリッジ大学国際学研究センター所長
- シーラ・トンプソン：顧問、元BLJロンドン上席副社長
- フランセス・ケインクロス：顧問、ヘリオット-ワット大学エジンバラ、評議員会議長
- デイヴィッド・ウォレン：顧問、英国日本協会会長、元駐日英国大使